# Brooke Astor
Brooke Astor (* 30. März 1902 in Portsmouth, New Hampshire als Roberta Brooke Russell; † 13. August 2007 in Briarcliff Manor, Westchester County, Bundesstaat New York) war eine US-amerikanische Philanthropin.

## Leben

### Frühe Jahre
Astor war die Tochter von John Henry Russell, Jr. (1872–1947) und dessen Frau Mabel Cecile Hornby Howard (1879–1967). Ihr Vater war Offizier der Marineinfanterie und ging als Generalmajor und 16. Kommandant des US Marine Corps in den Ruhestand.
Sie verbrachte ihre Kindheit unter anderem in China, der Dominikanischen Republik und Haiti. Sie war dreimal verheiratet. Mit 16 Jahren heiratete sie J. Dryden Kuser. Die Ehe mit ihm nannte sie später die „schlimmsten Jahre meines Lebens“, denn Kuser misshandelte sie, trank viel und betrog sie. Ihr einziges Kind, Anthony Dryden (1924–2014), wurde später von ihrem zweiten Mann, dem Börsenmakler Charles Marshall, adoptiert. Die Ehe mit Marshall bestand von 1932 bis zu dessen Tod im Jahr 1952.
Ab dem Zweiten Weltkrieg arbeitete Brooke Marshall als Redakteurin für die Zeitschrift House & Garden sowie bei der bekannten New Yorker Ausstattungsfirma Ruby Ross Wood Inc.

### Heirat in die Astor-Dynastie

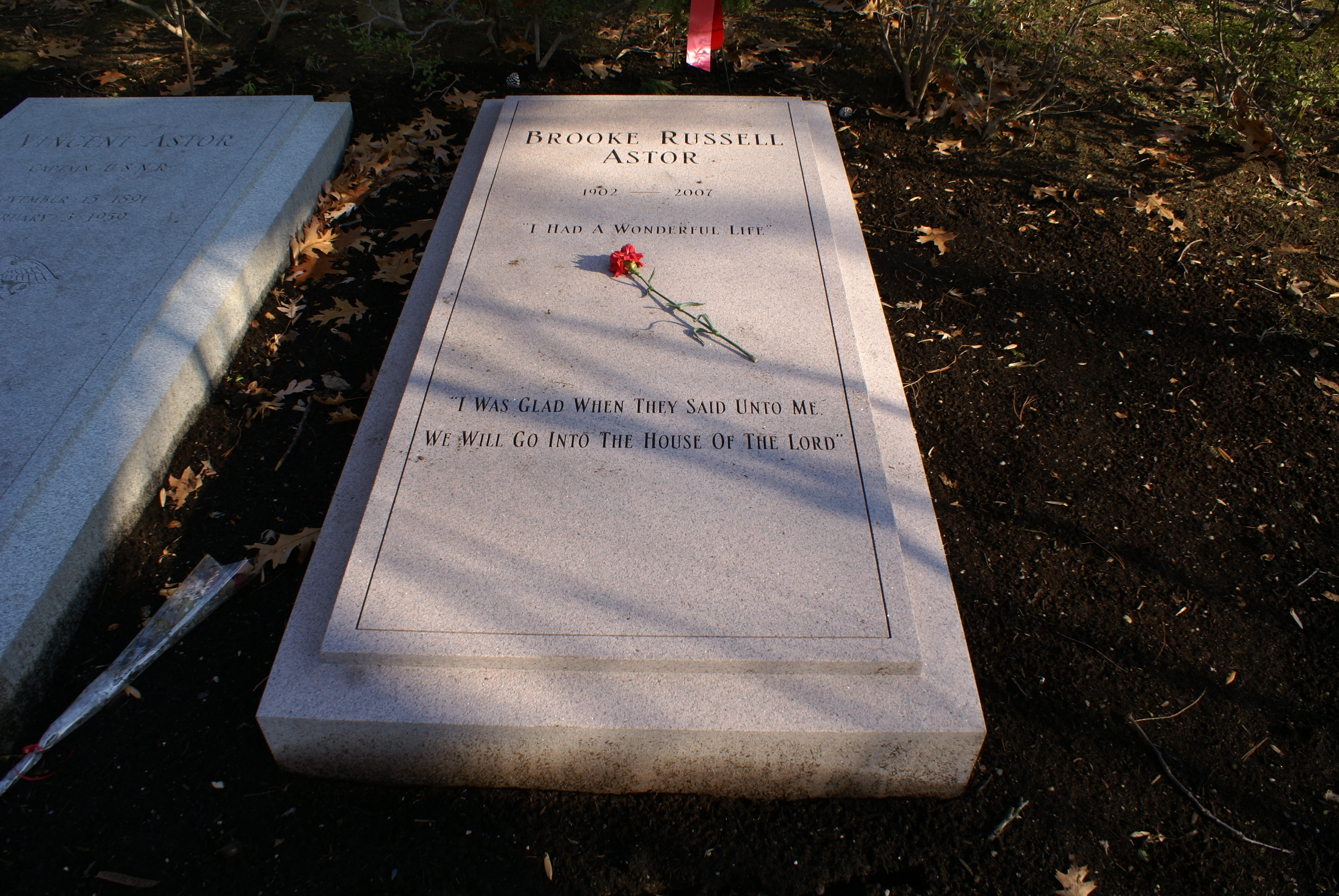
Astors Grab in Concord, Massachusetts

Durch ihre dritte Ehe erlangte Brooke bemerkenswerte gesellschaftliche Bekanntheit. Sie heiratete 1953 Vincent Astor (1891–1959), das letzte wohlhabende Mitglied der Astor-Familie und Sohn des Titanic-Opfers Colonel John Jacob Astor IV.
Nach Astors Tod übernahm sie die Aufsicht über die Verwaltung seines Vermögens. Er hatte es in seinem Testament für wohltätige Zwecke bestimmt. Obwohl das Vermögen seit 1997 erschöpft war, war Brooke Astor immer noch in der Wohlfahrt und dem gesellschaftlichen Leben in New York aktiv. Politisch war sie Anhängerin der Republikanischen Partei.
1992 wurde Astor in die American Academy of Arts and Sciences gewählt. Für ihre Verdienste erhielt sie 1998 die Presidential Medal of Freedom von US-Präsident Clinton.
Brooke Astor starb am 13. August 2007 im Alter von 105 Jahren auf ihrem Anwesen Holly Hill in Briarcliff Manor, N.Y. an einer Lungenentzündung.
Am 17. August 2007 fand in der Saint-Thomas-Kirche in Manhattan ein Trauergottesdienst statt. Zu den Gästen gehörten Henry Kissinger, Oscar de la Renta, Whoopi Goldberg, Jessye Norman, Ed Koch und Michael Bloomberg. Sie ist auf dem Sleepy Hollow Friedhof beigesetzt.